# Totalförsvarets signalskyddsskola
Totalförsvarets signalskyddsskola (TSS) är en informationssäkerhetsskola för totalförsvaret inom Försvarsmakten som verkat i olika former sedan 1960. Förbandsledningen är förlagd i Enköpings garnison, Enköping.

## Historik
Totalförsvarets signalskyddsskola bildades 1960 som Statens Signalskyddsnämnds skola (SNS). Fram till 1960 hade Kryptodetaljen vid Försvarsstabens (Fst) signaltjänstavdelning ansvarat för totalförsvarets behov av signalskyddsutbildning. Från 1960 övertogs signalskyddsutbildningen av Statens Signalskyddsnämnds skola (SNS). År 1968 avvecklades Statens Signalskyddsnämnds skola varvid den centrala signalskyddsutbildningen inrangerads i Arméns stabs- och sambandsskola i en ny enhet med namnet Totalförsvarets Signalskyddsskola (TSS).

## Verksamhet
Skolan är en del av Ledningsstridsskolan (LedR) och utbildar Försvarsmaktens personal, samt totalförsvarets samt den privata- och offentliga sektorns behov av signalskydd.

## Förläggningar och övningsplatser
När skolan bildades 1960 så förlades den till Uppsala, där den grupperades till den stallbyggnad som uppförts till III. divisionen vid Upplands artilleriregemente. År 1982 omlokaliserades skolan till Enköping tillsammans med övriga verksamhet i Uppsala.

## Förbandschefer
Förbandschefen tituleras rektor eller skolchef och har tjänstegraden överstelöjtnant. Åren 1965–1991 hade skolan gemensam chef med Arméns stabs- och sambandsskola.

- 1960–1991: ???
- 1991–1997: Överstelöjtnant Lars Hjulström
- 1998–2001: Rektor Jan Donner
- 2002–2004: Major Torbjörn Höök
- 2005–2006: Vakant
- 2007–20??: Överstelöjtnant Rolf Tidlundh
- 20??–20??: ???
- 2020–202?: Överstelöjtnant Mikael Everbrand

## Namn, beteckning och förläggningsort
| Statens signalskyddsnämnds skola  | 1960-07-01 | – | 1968-06-30 |
| Totalförsvarets signalskyddsskola | 1968-07-01 | – |            |

| SNS | 1960-07-01 | – | 1968-06-30 |
| TSS | 1968-07-01 | – |            |

| Uppsala garnison (F)   | 1960-07-01 | – |  |
| Enköpings garnison (F) | 1982-05-18 | – |  |